# N. Schlumberger
N. Schlumberger, ou NSC Fibre to yarn (NSC de la fibre au fil), est un constructeur de machines pour le textile situé à Guebwiller.
L'entreprise occupe une position de leader mondial dans le secteur d'activité des machines textiles destinées à la préparation des fibres longues (laine, lin,...).